# بي ك. سام
بي ك. سام (بالإنجليزية: P. K. Sam)‏ هو لاعب كرة قدم أمريكية ولاعب كرة قدم كندية أمريكي، ولد في 26 فبراير 1983 في دنفر في الولايات المتحدة.